# Splash
Splash (titulada: 1, 2, 3... Splash en España) es una película estadounidense cómica-romántica de fantasía de 1984 que fue dirigida por Ron Howard. Escrita por Lowell Ganz y Babaloo Mandel cuenta la historia de una sirena (Daryl Hannah) que se enamora del protagonista, Allen (Tom Hanks).
Es una de las primeras películas producidas por Touchstone Films, una compañía de Disney, que se especializó en películas destinadas también al público adulto.

## Argumento
En 1964, Allen Bauer (David Kreps) de ocho años se va de vacaciones con sus padres y su hermano Freddy (Jason Late) hacia Cabo Cod. En un rato se lanza al mar desde un barco porque ve algo extraño, lo cual resulta ser una niña sirena (Shayla Mackarvich). Veinte años más tarde cuando ya es adulto (Tom Hanks), depresivo y ebrio tras la ruptura con su novia, siente la necesidad de volver a Cabo Cod y una vez allí  cae al agua desde el bote en el que navega, en el mismo lugar, y la misma sirena (Daryl Hannah) lo rescata. A la sirena la cola se le trasforma en piernas cuando está seca y éstas vuelven a convertirse en cola cuando se moja.
La sirena siente nostalgia de Allen y va en su búsqueda a Nueva York sabiendo dónde encontrarlo gracias a su cartera que se le había caído cuando se cayó al agua, antes de salir a la superficie fue vista casualmente por un científico que estaba buceando en el mar y que intentó tomarle una foto para demostrar su gran descubrimiento, pero la sirena huyó de él antes de que pudiera hacerlo.
Aparece desnuda en la base de la Estatua de la Libertad frente a toda la gente y es detenida. Como lleva la cartera de Allen, le avisan a éste y la lleva a su casa. La sirena no habla nada el idioma pero lo aprende rápidamente viendo la televisión, se va a grandes almacenes para comprarse ropa acostumbrándose a la vida de humana y decide tomar el nombre de Madison. Se queda a vivir con Allen mucho tiempo y al fin deciden casarse sin que Allen conozca su verdadera persona.
Mientras tanto, el científico que la vio en el mar, se da cuenta de que la mujer que apareció desnuda frente a todo el mundo es la sirena que había visto en el agua y va a Nueva York a investigar de ella. Luego de varios intentos fallidos finalmente la encuentra y consigue desenmascararla, demostrando su verdadera persona al mojarla y sus pies se trasforman en cola delante de muchos testigos justo en el momento en el que la sirena le iba a revelar a Allen su secreto. Tanto Allen como la sirena son llevados a la fuerza a un centro científico, aunque Allen es liberado al poco tiempo tras comprobar que no tiene nada especial. El científico que la había descubierto al final ayuda a Allen y su hermano a liberar a la sirena.
Cuando llegan al mar Madison debe huir porque toda la seguridad de la ciudad y el ejército están en su persecución, la sirena le dice a Allen que ella es la niña que él había visto en el agua cuando él era niño y puede acompañarla a la vida submarina pero en tal caso nunca podrá regresar. La sirena huye y Allen después de mucho pensarlo decide irse con ella sin importarle dejar todo lo que tiene y juntos van al agua para iniciar una nueva vida en un mundo submarino.

## Reparto
- Tom Hanks - Allen Bauer
- Daryl Hannah - Madison
- Eugene Levy - Walter Kornbluth
- John Candy - Freddie Bauer
- Dody Goodman - Mrs. Stimler
- Shecky Greene - Mr. Buyrite
- Richard B. Shull - Dr. Ross
- Bobby Di Cicco - Jerry
- Howard Morris - Dr. Zidell

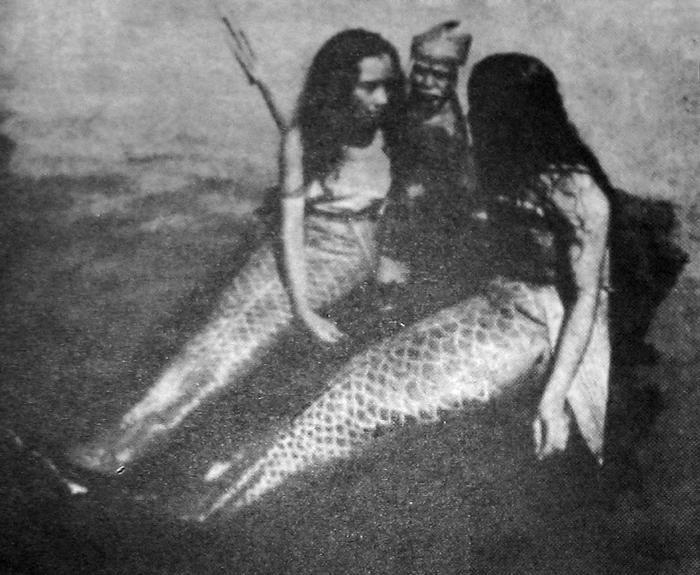
El film plantea la existencia de sirenas

- Tony DiBenedetto - Tim, el portero
- Patrick Cronin - Michaelson
- Charles Walker - El compañero de Michaelson
- David Knell - Claude
- Jeff Doucette - Junior
- Royce D. Applegate - Buckwalter[1]

### Doblaje - Los Ángeles
- Tom Hanks - Allen Bauer - Jesus Brock
- Daryl Hannah - Madison - Rocío Garcel
- Eugene Levy - Walter Kornbluth - Javier Pontón
- John Candy - Freddie Bauer - Jorge Roig
- Dody Goodman - Mrs. Stimler - Gloria González
- Shecky Greene - Mr. Buyrite - Guillermo Romano
- Richard B. Shull - Dr. Ross - Antonio Raxel
- Bobby Di Cicco - Jerry - Jesús Barrero
- Howard Morris - Dr. Zidell - Jorge Roig
- Tony DiBenedetto - Tim, el portero - Arturo Mercado
- Patrick Cronin - Michaelson - Edgar Wald
- Charles Walker - El compañero de Michaelson - Alejandro Abdalah
- David Knell - Claude - Roberto Alexander
- Jeff Doucette - Junior - Gabriel Pingarrón
- Royce D. Applegate - Buckwalter - Guillermo Romano

## Producción
Antes de ofrecerle el papel principal a Tom Hanks, le fue ofrecido a John Travolta, Bill Murray y Dudley Moore, los cuales lo rechazaron. Antes de ofrecerle el papel de la sirena a Daryl Hannah, le fue ofrecido a Sissy Spacek, Debra Winger y Jane Fonda, las cuales rechazaron. 

## Recepción
Resultó ser el primer éxito importante de Tom Hanks en el cine, y Daryl Hannah se convirtió en una actriz popular con su papel de sirena.

## Premios
La película recibió 1 nominación al Oscar en la categoría Mejor guion original.

## Secuelas
Una secuela, Splash Too (dirigida por Greg Antonacci), apareció en 1988, pero sin contar con el reparto original. Contando sólo con Dody Goodman repitiendo su papel original.

## Novelas
Una novelización de la película, escrita por Ian Marter (bajo el seudónimo de Ian Don) fue publicada por Target Books en el Reino Unido.

## Canciones
- "Love Came for Me" por Rita Coolidge.
- "Stay With Me Tonight" por Jeffrey Osborne.
- "Wooly Bully" por Sam the Sham.
- "She Works Hard for the Money" por Donna Summer.
- "Zip-a-Dee-Doo-Dah" de Song of the South.
- "Piano Concerto No. 1" de Frédéric Chopin.

## Curiosidades
- Aquamarine (Mi amiga la sirena) es una película similar estrenada en 2006 protagonizada por Sara Paxton.
- Pese a que el actor Shecky Green aparece en los créditos protagónicos principales, solo realiza un cameo en la película
- La acción principal que tiene lugar en la ciudad de New York, muestra y menciona lugares turísticos fácilmente reconocibles como la Estatua de la Libertad, Bloomingdale's, el Central Park o el Museo de Historia Natural entre otros. La escena de la playa donde Tom Hanks es rescatado por Daryl Hannah fue filmada en Nassau, Bahamas.[5]
- El científico Walter Kombluth (Eugene Levy) le recuerda a su mentor que él lo llevaba cuando era estudiante a su despacho y le mostraba los mapas antiguos donde los marineros decían haber visto sirenas. Ese tipo de mapas eran comunes en la antigüedad y los cartógrafos solían incorporar tanto sirenas (nereidas) como dragones y otros monstruos marinos.[6]